# Cesaro e Sheamus
Cesaro e Sheamus foi uma dupla de luta livre profissional que atuava para a WWE. Eles conquistaram o Campeonato de Duplas do Raw quatro vezes e uma vez o Campeonato de duplas do Smackdown, conquistando no total 5 títulos. Eles estavam originalmente em uma rivalidade de julho a setembro de 2016, mas depois de uma melhor de sete entre os dois culminar em empate, ambos foram forçados a trabalhar como equipe pelo então gerente geral do Raw, Mick Foley.
Eles também são referidos como The Bar, em referência ao seu slogan: "Nós não apenas definimos a barra, nós somos a barra!".
A equipe foi forçada a se separar em abril de 2019 devido a lesão de Sheamus e Cesaro ter sido transferido para o Raw.

## No wrestling
- Movimentos de finalização da dupla
  - Combinação Spinebuster (Cesaro) / Brogue Kick (Sheamus)[3]
  - Combinação White Noise (Sheamus) / Diving neckbreaker (Cesaro)
- Movimentos secundários da dupla
  - Double back kick
  - Double clothesline
  - Double High Cross (Double crucifix powerbomb)[4]
  - Combinação Flapjack (Sheamus) e European uppercut (Cesaro)
  - Rolling fireman's carry slam (Sheamus) seguido por um double foot stomp (Cesaro)

- Alcunhas
  - "The Bar"[5]
- Temas de entrada
  - "Hellfire" por CFO$ (26 de setembro de 2016–presente)[6]

## Títulos e prêmios
- Wrestling Observer Newsletter
  - Most Underrated (Mais Subestimado) (2016) – Cesaro[7]
- WWE
  - WWE Raw Tag Team Championship (4 vezes)
  - WWE SmackDown Tag Team Championship (1 vez; atuais)